# Andrew Caldwell
Andrew Caldwell (25 de julio de 1989) es un actor estadounidense.
Ha aparecido en algunos capítulos de Hannah Montana en el papel de "Thor", un chico nuevo de Minnesota y se hace amigo de Jackson Stewart (Jason Earles). También actuó en la película de Nickelodeon "Shredderman Rules" con Devon Werkheiser (este actuando como Nolan Byrd) con el papel de Alvin "Bubba" Bixby. Ha hecho doblajes de caricaturas en Transformers, Avatar, Randy Cunningham: ninja total (como Howard Weinerman), etc

## Filmografía
- Henry Danger - Mitch Bilsky
- Cloud 9 - Sam
- Randy Cunningham: 9th Grade Ninja -Howard Weinerman
- Avatar - Avatar Roku
- Shredderman Rules - Bubba Bixby
- Hannah Montana - Thor
- Transformers
- Drillbit Taylor
- College - Carter
- Geography Club - Gunnar